# United Kingdom Infrared Telescope
Das United Kingdom Infrared Telescope (UKIRT) ist ein auf Beobachtungen im Infrarot spezialisiertes astronomisches Teleskop mit 3,8 m Hauptspiegeldurchmesser am Mauna-Kea-Observatorium auf Hawaii.

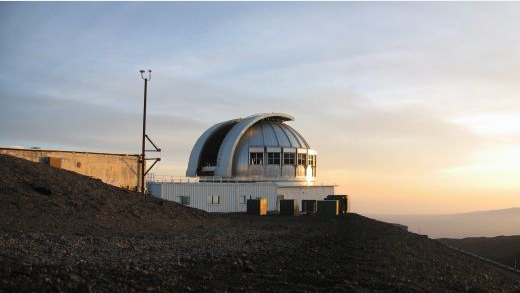
United Kingdom Infrared Telescope

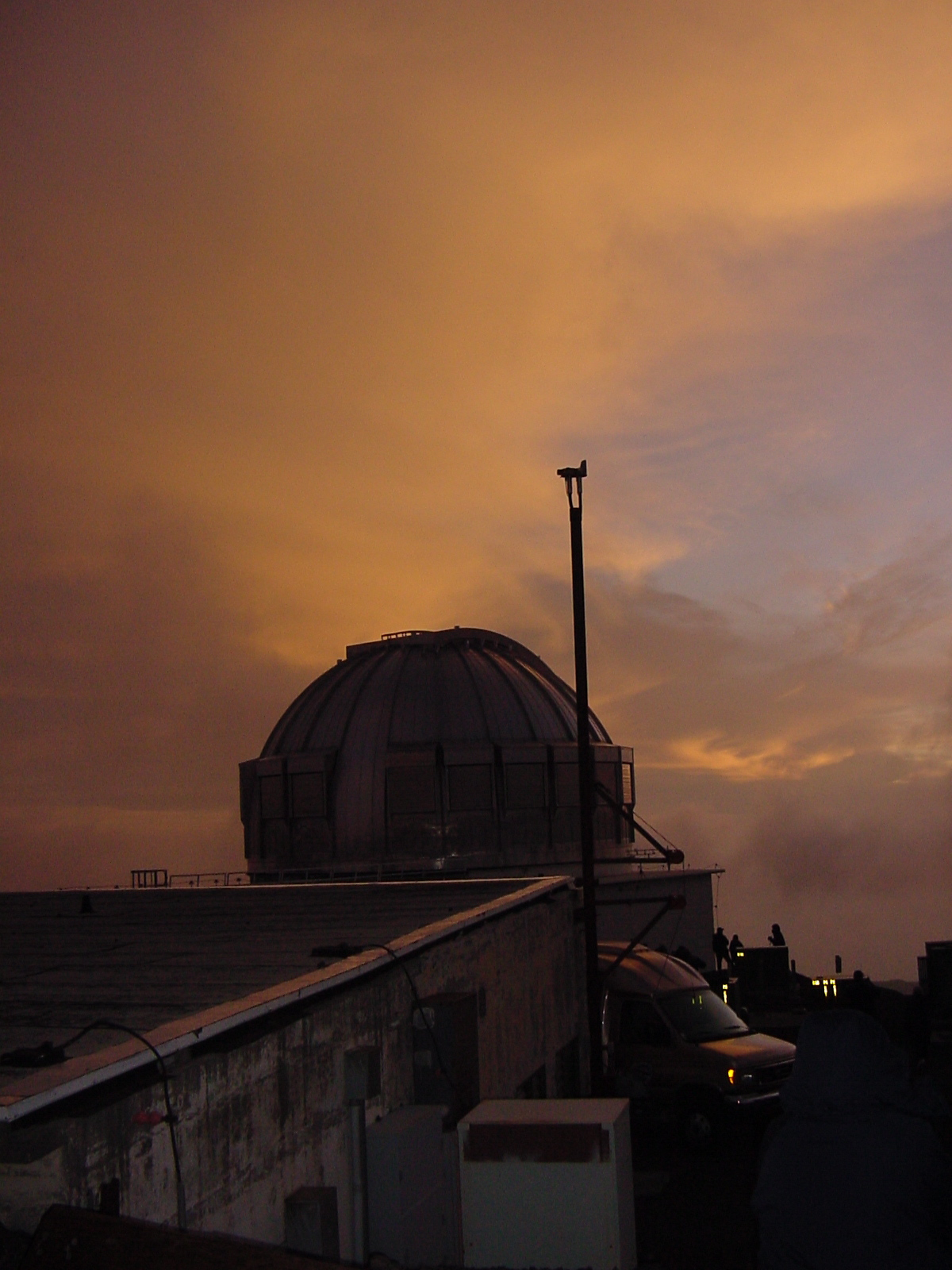
United Kingdom Infrared Telescope in der Abenddämmerung

UKIRT war bis 2014 Eigentum des britischen Science and Technology Facilities Council und wurde vom Joint Astronomy Center in Hilo, Hawaii aus betrieben. Es wurde in den 1970ern als relativ kostengünstiges Teleskop für Beobachtungen im Infrarotbereich zwischen 1 und 30 Mikrometer Wellenlänge entworfen und ging 1979 in Betrieb. Die damals verfügbare Detektortechnologie im Infrarot stellte geringere Anforderungen an die Abbildungsqualität als bei optischen Teleskopen, so dass zum Beispiel der Hauptspiegel dünn und leicht ausgelegt werden konnte. Seither wurde es durch verschiedene Ertüchtigungsmaßnahmen den heutigen Anforderungen angepasst und liefert typisch eine Bildqualität unter einer Bogensekunde im nahen Infrarot. UKIRT ist immer noch das weltgrößte vollständig auf Infrarotbeobachtungen spezialisierte Teleskop, auch wenn es in vielen Leistungsmerkmalen inzwischen von optisch-infraroten Teleskopen der 8-Meter-Klasse wie dem Very Large Telescope übertroffen wird.

## Instrumente
Die Instrumentierung des UKIRT wurde seit seiner Inbetriebnahme vielfach modernisiert. 2008 bestand sie aus drei Instrumenten für den Cassegrainfokus und einer Kamera mit großem Gesichtsfeld vor dem Cassegrainfokus.
- CGS4 ist ein gekühltes Gitterspektrometer mit 90 Bogensekunden Spaltlänge und spektraler Auflösung zwischen 1.000 und 30.000.
- UFTI ist eine 1024×1024-Pixel-Kamera für Wellenlängen zwischen 0,8 und 2,5 Mikrometer.
- UIST ist eine 1024×1024-Pixel-Kamera mit Spektrometer für Wellenlängen zwischen 0,8 und 5 Mikrometer, mit zusätzlichem feldabbildendem Modus für ein Feld von 3×6 Bogensekunden.
- WFCAM ist eine Kamera mit großem Gesichtsfeld mit vier 2048×2048-Pixel-Chips, die je ein Feld mit etwa 13,6 Bogenminuten Seitenlänge, zusammen also etwa 0,2 Quadratgrad abdecken.

## Derzeitiger Betrieb
Seit Inbetriebnahme von WFCAM im Jahr 2004 ist das wichtigste Projekt am UKIRT die Himmelsdurchmusterung UKIRT Infrared Deep Sky Survey (UKIDSS), die etwa 80 % der im Großfeldmodus mit WFCAM verfügbaren Zeit beansprucht. WFCAM nutzt etwa 60 % der Teleskopzeit, die restlichen 40 % dienen Beobachtungen mit den Cassegraininstrumenten. Eine Änderung oder Einschränkung des Betriebs ab 2009 ist unter Diskussion.